# Yindamen
Yindamen (kinesiska: 音达门, 音达门乡) är en socken i Kina. Den ligger i den autonoma regionen Inre Mongoliet, i den norra delen av landet, omkring 180 kilometer sydväst om regionhuvudstaden Hohhot.
Genomsnittlig årsnederbörd är 601 millimeter. Den regnigaste månaden är juli, med i genomsnitt 176 mm nederbörd, och den torraste är januari, med 1 mm nederbörd.